# Dinny Flanagan
Dinny Flanagan, Denis William Flanagan (Kitchener, Ontario, 1930. július 22. – Stratford, Ontario, 2018. november 25.) világbajnok kanadai jégkorongozó.

## Pályafutása
A Lethbridge Maple Leafs, a Stratford Kroehlers és a Stratford Indians játékosa volt. Az 1951-es franciaországi világbajnokságon a kanadai válogatott tagjaként aranyérmes lett.

## Sikerei, díjai
Kanada
- Világbajnokság
  - aranyérmes: 1951, Franciaország